# Медем, Николай Николаевич (1834)
Барон Николай Николаевич Медем (1834—1899) — государственный деятель Российской империи, генерал-лейтенант, варшавский губернатор, сенатор.

## Биография
Родился 25 июня (7 июля) 1834 года. Происходил из дворян Курляндской губернии. Сын известного военного теоретика и историка, председателя Главного военно-ученого комитета, генерала от артиллерии барона Николая Васильевича Медема (1796—1870) и Марии Михайловны Балугьянской (1804—1894; дочь сенатора М. А. Балугьянского).
Образование получил в Михайловском артиллерийском училище и Михайловской артиллерийской академии (1854, 1-й разряд).
Воинские чины:
- прапорщик (август 1852),
- полковник (1864),
- генерал-майор (1868),
- Свиты Его Величества генерал-майор (1877),
- генерал-лейтенант (1880).

Проходил службу при департаменте Генерального штаба (1858—1862), старший адъютант штаба Отдельного гвардейского корпуса (1862), для особых поручений при главнокомандующем войсками в Царстве Польском (1863—1865), исполняющий должность плоцкого гражданского губернатора (1865—1866), варшавский губернатор (24 октября 1866 — 1 января 1892), сенатор (с 1 января 1892), помощник варшавского генерал-губернатора (1892—1894), в Департаменте герольдии Сената (с 1894 года).
Умер 7 (19) сентября 1899 года.

## Награды
Российской империи:
- орден Святой Анны 3-й степени (1861)[1]
- орден Святого Станислава 2-й степени (1863); императорская корона к ордену (1863)[1]
- орден Святой Анны 2-й степени с императорской короной (1866)[1]
- орден Святого Владимира 3-й степени (1867)[1]
- орден Святого Станислава 1-й степени (1871)[1]
- орден Святой Анны 1-й степени (1873)[1]
- орден Святого Владимира 2-й степени (1877)[1]
- орден Белого орла (1884)[1]
- орден Святого Александра Невского (1890)[1]

Иностранных государств:
- Императорский австрийский орден Франца Иосифа большой крест (1874, Австро-Венгрия)[1]
- Орден Льва и Солнца 1-й степени (1878, Персия)[1]
- Орден Красного орла 2-й степени со звездой (1879, королевство Пруссия)[1]
- Орден Князя Даниила I 1-й степени (1883, княжество Черногория)[1]
- Орден Короны 1-й степени (1885, королевство Пруссия)[1]
- Орден Железной короны 1-й степени (1895, Австро-Венгрия)[1]

## Семья
Был женат на своей двоюродной сестре Софье Ивановне Капгер (10.12.1841— ?) — дочери сенатора И. Х. Капгера и Александры Михайловны Балугьянской (1808—1877). Их сын — Николай Николаевич Медем (1867—1918).

## ССылки
- барон Медем Николай Николаевич // Русская императорская армия